# Wyschnjaky (Lubny)
Wyschnjaky (ukrainisch Вишняки; russisch Вишняки Wischnjaki) ist ein Dorf im Zentrum der ukrainischen Oblast Poltawa mit etwa 2100 Einwohnern (2001).

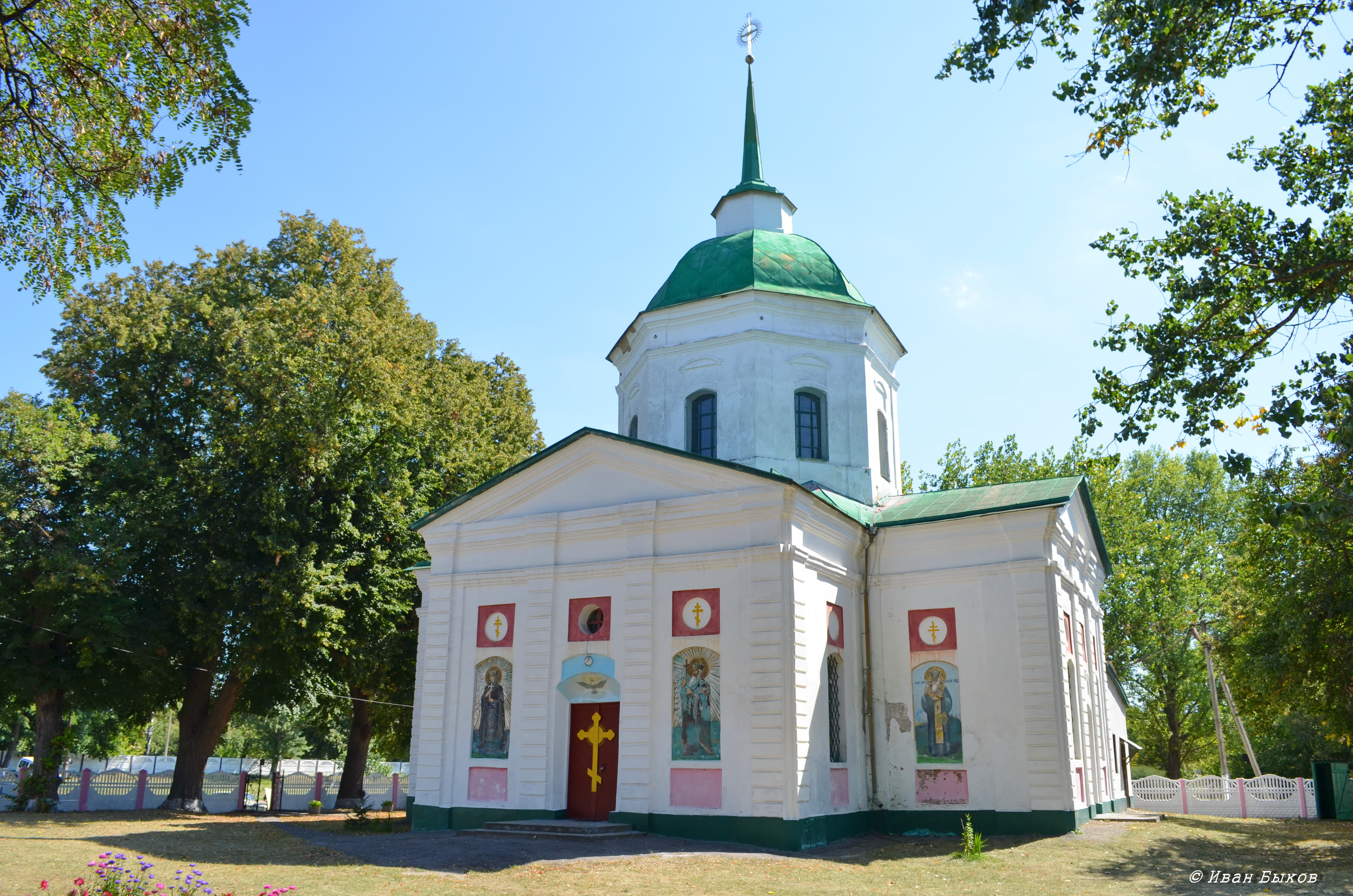
Dreifaltigkeitskirche in Wyschnjaky

Das 1617 erstmals schriftlich erwähnte Dorf liegt am Ufer des Flusses Chorol 6 km südöstlich der Stadt Chorol und etwa 100 km westlich vom Oblastzentrum Poltawa. Durch das Dorf verläuft die Territorialstraße T–17–15 und am Dorf vorbei führt die Fernstraße M 03.
Vom 20. bis 26. August 2007 fand im Dorf die XXII. Europameisterschaft für Motoball statt.
Am 12. Juni 2020 wurde das Dorf ein Teil der neugegründeten Stadtgemeinde Chorol, bis dahin bildete es zusammen mit den Dörfern Demyna Balka (Демина Балка), Pawlenky (Павленки), Kostjuky (Костюки) und Werbyne (Вербине) die gleichnamige Landratsgemeinde Wyschnjaky (Вишняківська сільська рада/Wyschnjakiwska silska rada) im Zentrum des Rajons Chorol.
Am 17. Juli 2020 kam es im Zuge einer großen Rajonsreform zum Anschluss des Rajonsgebietes an den Rajon Lubny.